# نينا ويلكوكس بوتنام
نينا ويلكوكس بوتنام (بالإنجليزية: Nina Wilcox Putnam)‏ (28 نوفمبر 1888، نيو هيفن في الولايات المتحدة - 8 مارس 1962، كويرنافاكا في المكسيك)؛ كاتِبة مُتخصِّصة في أدب الأطفال، سيناريست وروائية أمريكية.

## روابط خارجية
- نينا ويلكوكس بوتنام على موقع IMDb (الإنجليزية)
- نينا ويلكوكس بوتنام على موقع قاعدة بيانات الفيلم (الإنجليزية)